# Chionochloa rubra
Chionochloa rubra är en gräsart som beskrevs av Victor Dmitrievich Zotov. Chionochloa rubra ingår i släktet Chionochloa och familjen gräs.

## Underarter
Arten delas in i följande underarter:
- C. r. cuprea
- C. r. occulta
- C. r. inermis

## Bildgalleri

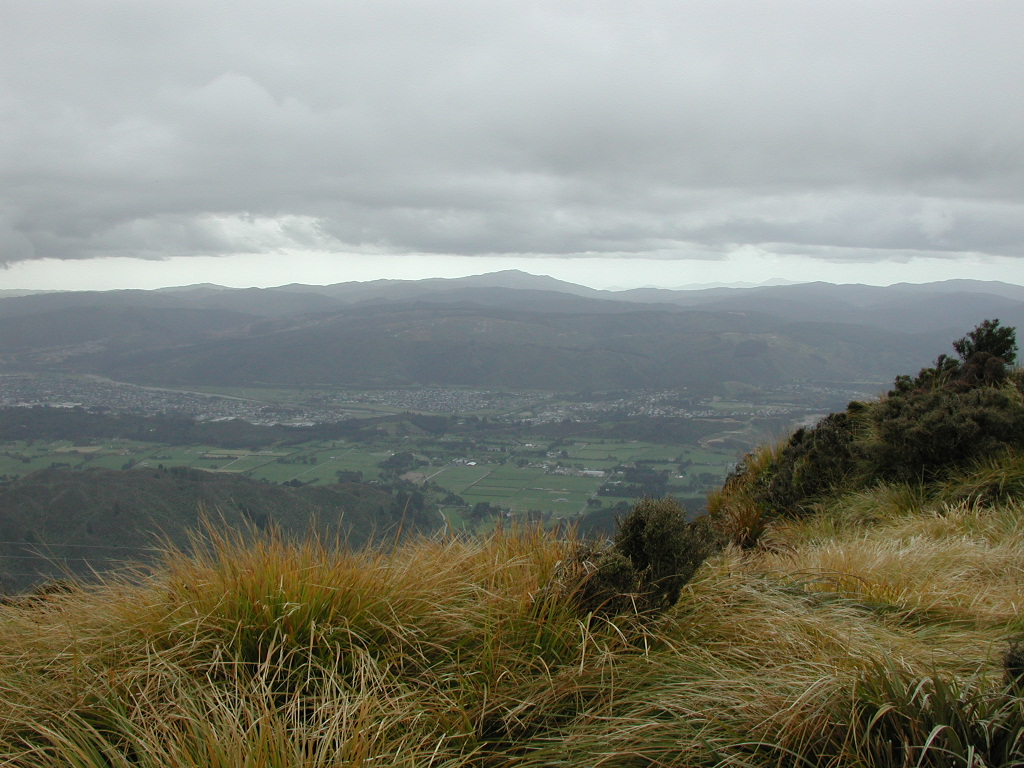